# Costa Rica az 1984. évi nyári olimpiai játékokon
Costa Rica az egyesült államokbeli Los Angelesben megrendezett 1984. évi nyári olimpiai játékok egyik részt vevő nemzete volt. Az országot az olimpián 5 sportágban 28 sportoló képviselte, akik érmet nem szereztek.

## Atlétika
Férfi
| Versenyző       | Versenyszám | Előfutam | Előfutam | Előfutam | Negyeddöntő | Negyeddöntő | Negyeddöntő | Elődöntő | Elődöntő | Elődöntő | Döntő         | Döntő         |
| Versenyző       | Versenyszám | Idő      | Hely.    | Össz.    | Idő         | Hely.       | Össz.       | Idő      | Hely.    | Össz.    | Idő           | Helyezés      |
| --------------- | ----------- | -------- | -------- | -------- | ----------- | ----------- | ----------- | -------- | -------- | -------- | ------------- | ------------- |
| Glen Abrahams   | 100 m       | 11,31    | 7.       | 79.*     | kiesett     | kiesett     | kiesett     | kiesett  | kiesett  | kiesett  | kiesett       | kiesett       |
| Glen Abrahams   | 200 m       | 22,75    | 8.       | 69.*     | kiesett     | kiesett     | kiesett     | kiesett  | kiesett  | kiesett  | kiesett       | kiesett       |
| Orlando Mora    | 5000 m      | 14:33,49 | 11.      | 43.      |             |             |             | kiesett  | kiesett  | kiesett  | kiesett       | kiesett       |
| Orlando Mora    | 10 000 m    | 30:49,43 | 13.      | 39.      |             |             |             |          |          |          | kiesett       | kiesett       |
| Ronaldo Lanzoni | Maraton     |          |          |          |             |             |             |          |          |          | nem ért célba | nem ért célba |

* - egy másik versenyzővel azonos eredményt ért el

## Cselgáncs
| Versenyző       | Versenyszám | Csoport | Selejtező                 | 32-es főtábla          | Nyolcaddöntő      | Negyeddöntő       | Elődöntő          | Vigaszág nyolcaddöntő | Vigaszág negyeddöntő | Vigaszág elődöntő | Bronz- mérkőzés   | Döntő             | Helyezés |
| Versenyző       | Versenyszám | Csoport | Ellenfél Eredmény         | Ellenfél Eredmény      | Ellenfél Eredmény | Ellenfél Eredmény | Ellenfél Eredmény | Ellenfél Eredmény     | Ellenfél Eredmény    | Ellenfél Eredmény | Ellenfél Eredmény | Ellenfél Eredmény | Helyezés |
| --------------- | ----------- | ------- | ------------------------- | ---------------------- | ----------------- | ----------------- | ----------------- | --------------------- | -------------------- | ----------------- | ----------------- | ----------------- | -------- |
| Ronny Sanabria  | Légsúly     | B       |                           | Eddy Koaz (ISR) · V    | kiesett           | kiesett           | kiesett           |                       |                      |                   |                   |                   | 18.      |
| Andrés Sancho   | Harmatsúly  | B       | Sandro Rosati (ITA) · V   | kiesett                | kiesett           | kiesett           | kiesett           |                       |                      |                   |                   |                   | 33.      |
| Alvaro Sanabria | Könnyűsúly  | B       |                           | Joaquín Ruiz (ESP) · V | kiesett           | kiesett           | kiesett           |                       |                      |                   |                   |                   | 19.      |
| Javier Condor   | Váltósúly   | A       | António Roquete (POR) · V | kiesett                | kiesett           | kiesett           | kiesett           |                       |                      |                   |                   |                   | 34.      |

## Labdarúgás
| Costa Rica-i férfi labdarúgócsapat-játékoskeret                                                                                           | Costa Rica-i férfi labdarúgócsapat-játékoskeret |
| --- | --- |
| - Alejandro González - Alvaro Solano - Carlos Santana - Carlos Toppings - César Hines - Enrique Díaz - Enrique Rivers - Evaristo Coronado | - Germán Chavarría - Guillermo Guardia - Juan Cayasso - Leonidas Flores - Luis Galagarza - Marcos Rojas - Marvin Obando - Miguel Simpson - Minor Alpízar |

### Eredmények
Csoportkör
D csoport
| Csapat                 | M | Gy | D | V | Rg | Kg | Gk | P |
| ---------------------- | - | -- | - | - | -- | -- | -- | - |
| Olaszország (ITA)      | 3 | 2  | 0 | 1 | 2  | 1  | +1 | 4 |
| Egyiptom (EGY)         | 3 | 1  | 1 | 1 | 5  | 3  | +2 | 3 |
| Egyesült Államok (USA) | 3 | 1  | 1 | 1 | 4  | 2  | +2 | 3 |
| Costa Rica (CRC)       | 3 | 1  | 0 | 2 | 2  | 7  | –5 | 2 |

| 1984. július 29. 19:30 |

| Egyesült Államok (USA)     | 3–0               | Costa Rica (CRC) |
| -------------------------- | ----------------- | ---------------- |
| Davis 23' 86' Willrich 35' | (2–0) Jegyzőkönyv |                  |

| Stanford Stadium, Palo Alto Nézőszám: 78 000 Játékvezető: Joël Quiniou (francia) |

| 1984. július 31. 19:00 |

| Egyiptom (EGY)                                | 4–1               | Costa Rica (CRC) |
| --------------------------------------------- | ----------------- | ---------------- |
| Khatib 32' Sayed 35' Soliman 62' Gadallah 71' | (2–0) Jegyzőkönyv | Coronado 87'     |

| Stanford Stadium, Palo Alto Nézőszám: 20 645 Játékvezető: Antonio Márquez Ramírez (mexikói) |

| 1984. augusztus 2. 19:00 |

| Costa Rica (CRC) | 1–0               | Olaszország (ITA) |
| ---------------- | ----------------- | ----------------- |
| Rivers 33'       | (1–0) Jegyzőkönyv |                   |

| Rose Bowl, Pasadena Nézőszám: 41 291 Játékvezető: Tesfaye Gebreyesus (etióp) |

| Csapat           | Helyezés |
| ---------------- | -------- |
| Costa Rica (CRC) | 13.      |

## Sportlövészet
Férfi
| Versenyző    | Versenyszám    | Pont | Helyezés |
| ------------ | -------------- | ---- | -------- |
| Mariano Lara | Szabadpisztoly | 546  | 25.      |
| Roger Cartín | Légpuska       | 511  | 52.      |

Női
| Versenyző                 | Versenyszám | Pont | Helyezés |
| ------------------------- | ----------- | ---- | -------- |
| Elizabeth Jagush-Bourland | Légpuska    | 365  | 32.      |

## Úszás
Férfi
| Versenyző      | Versenyszám    | Előfutam | Előfutam | Előfutam | Döntő   | Döntő   | Döntő   | Helyezés |
| Versenyző      | Versenyszám    | Idő      | Hely.    | Össz.    | Típus   | Idő     | Hely.   | Helyezés |
| -------------- | -------------- | -------- | -------- | -------- | ------- | ------- | ------- | -------- |
| Andrés Aguilar | 200 m mell     | 2:27,69  | 5.       | 29.      | kiesett | kiesett | kiesett | kiesett  |
| Andrés Aguilar | 200 m pillangó | 2:08,74  | 6.       | 30.      | kiesett | kiesett | kiesett | kiesett  |
| Andrés Aguilar | 200 m vegyes   | 2:11,63  | 4.       | 26.      | kiesett | kiesett | kiesett | kiesett  |